# Hedāyatābād
Hedāyatābād (persiska: هدایت آباد) är en ort i Iran.   Den ligger i provinsen Khorasan, i den nordöstra delen av landet, 700 km öster om huvudstaden Teheran. Hedāyatābād ligger 1 176 meter över havet och antalet invånare är 507.
Terrängen runt Hedāyatābād är lite kuperad. Runt Hedāyatābād är det ganska tätbefolkat, med 185 invånare per kvadratkilometer. Närmaste större samhälle är Molkābād, 14,2 km väster om Hedāyatābād. Omgivningarna runt Hedāyatābād är i huvudsak ett öppet busklandskap.